# Manuel Machata
Manuel Machata (* 18. April 1984 in Berchtesgaden) ist ein ehemaliger deutscher Bobfahrer.
Manuel Machata wuchs in Ramsau bei Berchtesgaden auf. Sein Abitur machte er am Sportgymnasium der CJD Christophorusschulen Berchtesgaden. Nach dem Abitur kam er zur Sportfördergruppe der Bundeswehr. Im Jahr 2006 wurde er deutscher Juniorenmeister im Zweier- und Viererbob und Juniorenweltmeister im Viererbob. Machata startete seit November 2006 regelmäßig im Bob-Europacup. Dort gewann er 2006 und 2007 am Königssee und 2007 in Igls gewann er im Viererbob. 2007 wurde er in Königssee im Zweier- und im Viererbob Deutscher Vizemeister hinter den Bobs von Thomas Florschütz, 2008 Dritter bei den Meisterschaften in Altenberg im Zweierbob. Bei der Juniorenweltmeisterschaft 2009 am Königssee erreichte er in Zweier- und Vierer-Bob jeweils den zweiten Platz. Im Jahr 2009 entschied er außerdem die Europacup-Gesamtwertung für sich.
Zur Saison 2010/11 sicherte sich Machata den Weltcupplatz, der nach André Langes Rücktritt frei wurde. Obwohl er hinter den beiden A-Kader-Piloten Karl Angerer und Thomas Florschütz in den B-Kader eingestuft wurde, gelang ihm auf der schwierigen Bahn in Whistler mit seinem Anschieber Andreas Bredau zum Saisonauftakt bei seiner Weltcup-Premiere überraschend der erste Sieg im Zweierbob vor den zeitgleichen Angerer und Lyndon Rush. Bei der nächsten Weltcupstation in Calgary feierte er auch seinen Premierensieg im Viererbob in der Besetzung Makarow, Bredau, Poser beim historischen Dreifacherfolg der deutschen Bobmannschaften.
Im Laufe der Saison folgten weitere Siege im Vierer in Innsbruck-Igls und Winterberg sowie bei der vorletzten Station auf der Natureisbahn von St. Moritz im Zweier. Beim Wettbewerb in Winterberg wurde gleichzeitig die Europameisterschaft 2011 ausgefahren, der Sieg mit seinen Anschiebern Richard Adjei, Andreas Bredau und Florian Becke bedeutete somit den ersten Kontinentaltitel im Viererbob für Machata.
Obwohl er beim Weltcupfinale in Cesana Pariol mit Platz fünfzehn im Zweier und Platz elf im Vierer seine schlechtesten Einzelergebnisse der Saison einfuhr, erreichte er im kleinen Schlitten Platz zwei der Gesamtwertung und sicherte sich im großen Schlitten in seiner ersten Saison den Weltcupgesamtsieg. Am 20. Februar 2011 gewann er im Zweierbob die Silbermedaille bei den Weltmeisterschaften am Königssee. Mit seinem Anschieber Andreas Bredau belegte er gemeinsam mit dem Bob von Thomas Florschütz den zweiten Platz, beide hatten jeweils 0,18 Sekunden Rückstand auf den Sieger Alexander Subkow aus Russland. Die Krönung seiner bisherigen Karriere war der Weltmeistertitel im Viererbob in der Saison 2011, den er am 27. Februar 2011 in Königssee herausfuhr.
Manuel Machata konnte sich in der Saison 2013/14 nicht für einen der Weltcupstartplätze qualifizieren. Er wurde ohne Weltcup-Einsatz in der Saison auch nicht für die Olympischen Spiele in Sotschi 2014 nominiert. Nach Abschluss der Spiele wurde er kritisiert, als bekannt wurde, dass er einen seiner privaten Kufensätze dem russischen Bobfahrer Alexander Subkow zur Verfügung gestellt hatte, der damit je eine Goldmedaille im Zweier- und im Viererbob gewann. Am 3. März 2014 wurde Manuel Machata vom BSD für seinen Kufenhandel mit einer Wettkampfsperre von einem Jahr und einer Geldstrafe von 5000 Euro belegt, wogegen Machata Einspruch einlegte. Am 7. April 2014 wurde die Strafe bei einer Verhandlung vor dem Rechtsausschuss des Verbandes zurückgenommen.
Im Oktober 2015 beendete Machata seine Karriere als aktiver Fahrer und übernahm anschließend eine neue Aufgabe als Bob-Nationaltrainer in China.